# Ličko Novo Selo
Ličko Novo Selo – wieś w Chorwacji, w żupanii osijecko-barańskiej, w gminie Đurđenovac. W 2011 roku liczyła 96 mieszkańców.